# Storbritanniens politi
Storbritanniens politi består af et antal selvstændige politistyrker som opererer i Storbritannien. De fleste er regionale og betjener et eller flere grevskaber. Der findes enheder som har specialiserede landsdækkende opgaver.

## Politistyrker
Det britiske politi kan deles i Regionale, nationale og lokale, specialstyrker. 
Special Constabulary er en afdeling af de britiske politistyrker på deltids- og frivillig basis. Betjentene kaldes Special Constables og i uformel tale Specials.

### Regionale styrker
De regionale styrker dækker et eller flere grevskaber (England) eller hovedområder (Wales). Skotland har en styrke som dækker hele landet. Nordirland har en styrke som dækker hele provinsen. De kaldes Home Office forces, fordi de formelt er underlagt Home Office, det britiske indenrigsministerium. 
Disse styrker omfatter 
- Det uniformerede politi (Uniformed Branch),
- kriminalpolitiet (Criminal Investigation Department)
- overvågningspolitiet (Special Branch).

### Nationale styrker
De nationale styrker fra 2005 også kaldt specialstyrker håndhæver loven inden for det virkeområde, hvor de har specialkompetence.

### Lokale, specialiserede styrker
De lokale og specialiserede styrker har for det meste private overvågningsopgaver; de fik fuld eller delvis politimyndighed. Disse styrker findes fx i en række havneområder og parker.

## Historie
Storbritannien har haft vægtere, som har håndhævet loven siden angelsaksisk tid, men en moderne politistyrke blev først oprettet i begyndelsen af det 19. århundrede. Der opstod et landsdækkende system baseret på lokale politistyrker bygget op over samme mønster med en del variationer. Skabelonen for de nye styrker var Marine Police, en lille enhed som var blevet dannet i Wapping i slutningen af det 18. århundrede. 
I Glasgow i Skotland begyndte  i det 18. århundrede arbejdet for at oprette en politimyndighed. Glasgow Police Act blev vedtaget af Parlamentet i 1800, og dermed blev City of Glasgow Police oprettet. Styrken blev finansieret af skattepenge. Tilsvarende politistyrker fulgte andre steder i Skotland, og i 1857 blev Police (Scotland) Act vedtaget. Den nye lov krævede, at hvert grevskab og hver burgh oprettede en politistyrke enten alene eller sammen med andre grevskaber eller byer.
I 1812, 1818 og 1822 undersøgte komiteer forholdene i London. Indenrigsminister Robert Peel brugte disse undersøgelser, da han i 1829 fik gennemført Metropolitan Police Act. 29. september samme år blev Metropolitan Police Service oprettet som en politistyrke, som skulle håndhæve loven på en mere professionel måde end tidligere, som var præget af skønsmæssig behandling af sagerne. Den nye styrke var neutral, bureaukratisk og hierarkisk. Den adskilte sig fra de politistyrker, som blev oprettet i andre europæiske lande, ved at den var strengt civil. Politifolkene blev kun bevæbnet med køller, og der var et minimum af civile betjente. Styrken var uafhængig af lokale myndigheder, og kommissæren var ansvarlig over for indenrigsministeren. Politibetjentene blev hurtigt kendt som peelers eller bobbies efter Robert Peel. 
I 1835 indførtes Municipal Corporations Act, som åbnede for lokale politikorps andre steder, og i 1839 og 1840 blev yderligere love vedtaget. Det første politikorps blev oprettet i Wiltshire i 1839. County and Borough Police Act blev vedtaget i 1856 og gjorde det obligatorisk at have et lokal politikorps, som var underlagt en central inspektionsmyndighed. Der oprettedes omkring 30 af de korps. I 1860 var antallet over 200 i England og Wales, mens der i Nordirland oprettedes en mere centraliseret paramilitær styrke Royal Irish Constabulary. 
Metropolitan Police fik en kriminalpolitiafdeling i 1842. Det blev ramt af Turf-svindelskandalen i 1877, og året efter blev den omorganiseret til Criminal Investigation Department (CID). 
Med Police Act i 1890 fik politifolkene en obligatorisk pensionsordning. Under 1. verdenskrig blev der dannet fagforeninger, som blev opløst ved Police Act af 1919 som en følge af strejker i 1918 og 1919. I stedet blev Police Federation of England and Wales dannet.
Selv om systemet blev forsøgt reformeret, var der før 2. verdenskrig fortsat mere end 200 forskellige politikorps i Storbritannien før den store reorganisering ved Police Act af 1964, hvor der genopstod 117. Den nye lov omorganiserede dem til 49 større korps, hvoraf nogle dækkede to eller flere grevskaber eller store byområder. 
Reformen var ikke velset af alle, fordi der blev større afstand mellem befolkningen og politiet, når de små enheder forsvandt. Politiet var dermed ikke ansvarlig over for lokalbefolkningen som tidligere. Men samtidig blev korpsene organiseret mere effektivt, så der blev lettere adgang til politiet, så det hurtigere kunne rykke ud. Der er ikke objektive målinger, som gør det muligt at afgøre om reformen førte til en forbedring eller ej.
Den sidste større reform kom i 2006, da Serious Organised Crime Agency (SOCA) blev oprettet. Den nye afdeling er blevet sammenlignet med det amerikanske FBI, men SOCA arbejder ikke med terror- eller mordsager.
I 2013 var alle Skotlands otte forrige regionale politikorps blev forenet i et korps, Police Scotland.

## Kontrolmyndighed
I England og Wales har hvert politikorps en Police Authority, som kontrollerer korpsets arbejde og sørger for finansiering af det. Den har også et ansvar for at sikre, at samfundet får den bedst mulige service af politiet. Den normale sammensætning af kontrolmyndigheden er tre magistrater, ni medlemmer fra lokalrådene og fem uafhængige medlemmer. 
I Nordirland er Northern Ireland Policing Board kontrolmyndighed.
I Skotland er Scottish Police Services Authority kontrolmyndighed.

### Finansiering
Da Metropolitan Police Service blev grundlagt i 1829 blev korpset finansieret gennem en Police Rate, en ekstraskat som blev opkrævet af befolkningen i området. Denne finansieringsmetode spredte sig i løbet af de næste 30 år til andre dele af landet. 
Da Police Authorities blev oprettet, fik de ansvaret for at finansiere styrken. Dette blev dels gjort ved en skat fra grevskaberne. Borgerne betalte gennem deres council tax. Der var også bevillinger fra indenrigsministeriet. Bevillingernes størrelse afhang af lokale behov og politiets strategi.
I budgetåret 2005–2006 blev det anslået, at politiet ville bruge 4395 millioner pund. Dertil kommer ekstraordinære bevillinger.

## Kontroverser
I efterkrigstiden var det britiske politi udsat for forskellige kontroverser og skandaler. I 1970'erne blev der afsløret en del korruption, i 1980'erne kom politiets handlemåde under optøjer og strejker under anklage og i 1990'erne krævedes, at politiet måtte stå til ansvar for sine handlinger og derfor underlægges offentlig kontrol.
Nogle af de "varmeste kartofler" i disse år var:
- Under minearbejderstrejken i 1984–1985 blev flere tusind politifolk sat ind mod de strejkende ofte med voldsomme sammenstød som følge
- En betydelig del af de højtstående politifolk er frimurere, hvilket har ført til anklager om korruption og kammerateri
- Macphersonrapporten konkluderede, at politiet havde et problem med "institutionaliseret racisme". Projekter med at stoppe racismen lykkedes ikke, men samtidig så mange en fare i, at overdreven forsigtighed over for minoritetsgrupper kunne gøre politiet mindre effektivt i enkelte områder. [1]
- Det var en udbredt opfattelse, at der var for få uniformerede betjente i gaderne. Det var der til en vis grad taget hånd om gennem Police Community Support Officers, der siden 2002 har assisteret politiet i lokalområderne.
- Omfattende brug af overvågningskameraer blev af mange set som en vej hen mod et mindre frit samfund, mens andre mente, at den tryghed kameraerne gav, var prisen værd.

## Bevæbning
Britisk politi er normalt ikke bevæbnet. Undtagelsen er politiet i Nordirland, i lufthavne, ved kernekraftværker og særlige livvagter. Der foregår en kontinuerlig debat om politiets bevæbning.
I 1995 stemte medlemmerne af Police Federation of England and Wales om spørgsmålet om politiets bevæbning. Over 75% stemte mod. Men i anden halvdel af 1990'erne var der en kraftig forståelse for øget bevæbning i tilfælde af væbnet kriminalitet, noget som så ud til at være en holdningsændring. I 2000 blev det rutine at bevæbne sig i Nottingham for første gang siden 1936, på grund af en række skudepisoder i to boligområder. I slutningen af 2005 blev en betjent skuddræbt i Bradford, noget som førte til at debatten igen blussede op. Police Federation planlagde pr. 2006 en ny afstemning. 
Alle politistyrker i England og Wales fik elektrovåben, men brugen af disse blev sidestilet med skydevåben. 
Standardudstyret for almindelige gadebetjente er en politistav. I alle undtagen to regionale korps medbringes også tårespray i små individuelle beholdere. 
I Nordirland er alle politifolk på grund af konflikten i Nordirland bestandig bevæbnet. Efter indgåelse af Langfredagsaftalen skete der dog en udfasning af bevæbningen. 

### Bevæbning i London
I nogle dele af London blev politiet ofte udstyret med Webley-revolvere og efter Sidney Street-belejringen i 1911 også med halvautomatiske Webley-pistoler, fra 1884 og de kommende halvtreds år. Årsagen var mordet på to politifolk. Hver enkelt betjent kunne vælge om han ville bære våben eller ej. Denne praksis sluttede i juli 1936, og siden blev våbnene uddelt af en overbetjent, når det var grund til det, men kun til politifolk som havde våbentræning. 
Spørgsmålet om konstant bevæbning kom igen op efter Derek Bentley-sagen i 1952 og mordet på tre politifolk i London i 1966 (Braybrook Street-massakren). Efter den blev der givet tilladelse til, at omkring 17% af politiet i London kunne bære våben. 
I 1980'erne blev flere civile dræbt ved politiaktioner under tvivlsomme omstændigheder, og kontrollen med politiets brug af våben blev igen strammet op. De, som fortsat måtte bære våben, måtte gennem en strengere skydetræning, som senere også omfattede instruktører fra Special Air Service. Omkring 7% af politifolkene i London gennemgik denne uddannelse pr. 2006. Bevæbning kunne kun ske under overholdelse af strenge våbenbestemmelser. Undtaget er Specialist Firearms Command (CO19), en taktisk specialenhed. 
For at bevæbningen kunne ske i en akut situation, var det almindeligt at våbnene transporteres i aflåste rum i Armed Response Vehicles (ARVs). Disse blev indført i 1991 efter model Instant Response Cars, som blev indført af West Yorkshire Police i 1976. I 1991 skete 132 væbnede politiaktioner i London.

## Uniform
Der er mindre variationer mellem de forskellige politiafdelinger, men grunduniformen er stort set den samme. Den blev inspireret af uniformen til Metropolitan Police, og forandringerne i stilen er stort set først kommet i denne afdeling og spredte sig herfra. Basisfarven er en meget mørk blå, så mørk at den ofte opfattes som sort; i enkelte tilfælde bruges sort. Farven har givet politiet kaldenavnet "boys in blue". 
Den formelle uniform er en jakke med åben hals med eller uden bælte (varierer mellem korpsene) og bukser eller nederdel. Skjorten er hvid eller lyseblå og bæres med sort slips. Slipset er af sikkerhedsgrunde almindeligvis sat løst fast. Skjorten var tidligere blå i de fleste afdelinger, men da Metropolitan Police skiftede til hvid i 1980'erne fulgte de fleste andre efter. Højstående politifolk har altid brugt hvide skjorter, og i en del af politiet har de kvindelige betjente brugt dem. I nogle politiafdelinger bærer kvinder et sort og hvidt tørklæde i stedet for slips. 
Frem til 1980'erne var den formelle uniform også i brug til hverdag, men nu bruges den mest i specielle anledninger. Arbejdsuniformen består af hvid skjorte, enten med åben hals eller med slips/tørklæde, bukser for begge køn og en sweater eller jakke. Nogle politifolk bruger feltbukser og militærstøvler. Tidligere frakke når det var dårligt vejr, men denne er erstattet af regnfrakker i stærke farver. De bruges også ofte under opgaver i tæt trafikerede områder for at øge synligheden. De fleste bærer også skudsikre veste i tjenesten.
På hovedet bærer mænd en almindelig uniformshue med skygge, mens kvinder bærer en hat af bowlertype. Alle har et skakmønstret s/h hattebånd, undtagen City of London Police som bruger rødt/hvidt hattebånd. Færdselspolitiet har et hvidt overtræk. Under fodpatrulje bærer mandlige betjente den traditionelle koniske hjelm, som er afskaffet i Skotland. Formen varierer i de forskellige politiafdelinger.

## Transport
Det typiske billede på en britisk politimand er en "bobby", som patruljerer alene til fods. Frem til 1964 var dette et temmelig nøjagtigt billede på tilstanden i byerne; der var i byerne specielle enheder med biler, men det var for det meste kun på landet, der fandtes politikøretøjer. Selv hvor der var store områder at dække var det almindeligt med cykler. Med Police Act 1964 blev det ændret, og politiet blev i stadig større omfang motoriseret. I en periode forsvandt fodpatruljerne næsten helt, noget som vakte stærk irritation i befolkningen. Nu er man begyndt at genindføre dem, gerne med assistance fra frivillige hjælpere. 
Hestepatruljer er almindelige i flere byer. De bruges både til rutinepatruljer og ved specielle lejligheder som under demonstrationer og optøjer. Offensiv brug af heste under optøjer regnes som brug af våben, og skal godkendes af en ansvarlig leder. Uden tilladelse kan hestene kun bruges defensivt først og fremmest ved at det ridende politi får overblik over situationen og vejleder mandskabet til fods. 
Patruljevognene kaldes ofte panda cars ("pandabiler"), fordi de var malet i sort og hvidt. Det er nu blevet mere almindeligt at de er i kraftige farver, særligt gult for at være mere synlige i trafikken. Større udrykningsbiler er kendt som jam sandwiches, "syltetøjsmadder", fordi de i London og andre steder har en rød stribe midt på siden. Derfor minder de om syltetøj klemt mellem to brødskiver (se billedet øverst i artiklen). Bilerne køres normalt med en eller to betjente.
Nogle patruljevogne er også Armed Response Vehicles, ("køretøjer med våben"), hvor våbnene ligger i aflåste kasser. Det er også almindeligt at patruljering sker i civile biler. De regionale politiafdelinger har også mulighed for at give luftstøtte, normalt i form af helikoptere.

## Fremtidens politi
I september 2005 fremkom en rapport fra HM Inspectorate of Constabulary til daværende indenrigsminister Charles Clarke der hævdede at ordningen med 43 regionale styrker i England og Wales ikke længere svarer til behovet, fordi enkelte af politiafdelingerne er for små. Pr. 2005 havde nitten af dem færre end 2000 politifolk, og rapporten hævder at afdelinger med mere end 4000 er mest effektivt også i forhold til opgaverne som skal udføres. Kun nogle få politiafdelinger er over grænsen på 4000, nemlig Metropolitan Police, Greater Manchester Police, Merseyside Police, Northumbria Police, Thames Valley Police, West Midlands Police og West Yorkshire Police. 
Politiafdelinger, som havde under 4000 politifolk, blev for det meste anbefalet slået sammen til større enheder, hvilket synes mere økonomisk. Det så ud til at dette ville ske i løbet af 2006, ifølge oplysninger offentliggjort i marts samme år.  Forslagene til nye politikredse var som følger:
| Region                   | Foreslåede sammenlægninger |
| ------------------------ | --- |
| East of England          | Bedfordshire Police, Hertfordshire Constabulary og Essex Police slås sammen                                                              |
| East of England          | Suffolk Constabulary, Norfolk og Cambridgeshire Constabulary slås sammen                                                                 |
| East Midlands            | Derbyshire Constabulary, Leicestershire Constabulary, Lincolnshire Police, Northamptonshire Police og Nottinghamshire Police slås sammen |
| North East England       | Cleveland Police, Durham Constabulary og Northumbria Police slås sammen                                                                  |
| North West England       | Lancashire Police og Cumbria Constabulary slås sammen                                                                                    |
| North West England       | Cheshire Police og Merseyside Police slås sammen                                                                                         |
| North West England       | Greater Manchester Police forbliver uændret                                                                                              |
| South East England       | Kent Police forbliver uændret |
| South East England       | Sussex Police og Surrey Police slås sammen                                                                                               |
| South East England       | Hampshire Constabulary forbliver uændret                                                                                                 |
| South East England       | Thames Valley Police forbliver uændret                                                                                                   |
| Wales                    | Dyfed-Powys Police, Gwent Police, North Wales Police og South Wales Police slås sammen                                                   |
| West Midlands            | Staffordshire Police, Warwickshire Police, West Mercia Police og West Midlands Police slås sammen                                        |
| Yorkshire and the Humber | Humberside Police, North Yorkshire Police, South Yorkshire Police og West Yorkshire Police slås sammen                                   |

## Eksterne links
- Wikimedia Commons har flere filer relateret til Storbritanniens politi
- Politiet i Storbritannien – officielle side
- Politiet i Skotland Arkiveret 4. august 2007 hos  Wayback Machine